# 그렝이 기법
그렝이 기법이란  한옥을 지을 때 주춧돌 위에 기둥을 초석의 윗면 모양대로 깎아 세우거나, 기둥 옆에 벽선을 세워 댈 때, 또는 도리 왕지맞춤위에 추녀를 앉힐 때, 추녀와 도리짜임면에 갈모산방을 밀착시킬 때 등 복수의 부재를 밀착 시킬 때 그 밀착되는 면을 깎아내는 기법으로 주로 우리 옛 건축에 사용되었다.
그렝이 기법은 거의 모든 한옥 건축에 적용되었다고 볼 수 있다. 그렝이 기법으로 지어진 불국사의 경우 경주 인근의 활성단층의 활동에도 끄떡없이 견뎌 왔다. 이 기법은 다른 나라 건축에서 찾기 힘든 기법으로 대한민국의 뛰어난 건축 기법의 일례이다.

## 같이 보기
- 한옥